# Smagogbehag

smagogbehag er et månedsmagasin omhandlende gastronomi, der udgives i Danmark på forlaget af samme navn.
Indholdet består af restaurantanmeldelser, madopskrifter, kokke- og restaurantprofiler, samt tests af vin, øl og fødevarer.
Det er udkommet fast siden 1989 og sælges dels i løssalg, dels i abonnement.